# (1251) Гедера
(1251) Гедера (лат. Hedera) — астероид внешней части главного пояса, который был обнаружен 25 января 1933 года немецким астрономом Карлом Вильгельмом Рейнмутом, работавшим в Гейдельбергской обсерватории. Получил имя по названию растения плющ (лат. Hedera).
Период обращения астероида вокруг Солнца составляет 4,483 года.